# Dysdera cephalonica
Dysdera cephalonica es una especie de arañas araneomorfas de la familia Dysderidae.

## Distribución geográfica
Es endémica de la isla de Cefalonia (Grecia).